# Apopigádi
Apopigádi är ett berg i Grekland.   Det ligger i regionen Kreta, i den södra delen av landet, 290 km söder om huvudstaden Aten. Toppen på Apopigádi är 770 meter över havet.
Terrängen runt Apopigádi är kuperad åt nordväst, men åt sydost är den bergig.  Närmaste större samhälle är Voukoliés, 14,3 km norr om Apopigádi. 